# Војновићи (Фоча)
Војновићи (или Војиновићи) су насељено мјесто у општини Фоча, Република Српска, БиХ.

## Становништво
| Демографија | Демографија | Демографија |
| Година      | Становника  | Становника  |
| ----------- | ----------- | ----------- |
| 1991.       | 92          |             |